# Hans Binder
Hans Johann Binder (Zell am Ziller, 12 giugno 1948) è un pilota di Formula 1 austriaco.
Ha preso parte a tre campionati di Formula 1, tra il 1976 e il 1978.
È zio di René Binder, anch'egli pilota.

## Carriera
Nel 1972 si aggiudica il Campionato Europeo Formula Ford. L'anno seguente passa in Formula 3 senza raggiungere risultati di riguardo. Solo nel 1976 passa in Formula 2 e fa il suo esordio in Formula 1. Ciò avviene nel Gran Premio d'Austria al volante di una Ensign. Nella stagione correrà anche nel Gran Premio del Giappone con una Wolf-Williams.
Nel 1977 trova il budget per correre con la Surtees. I risultati però sono modesti. Nella stagione passa poi a correre con una Penske del team ATS (per tre Gran Premi cogliendo l'ottavo posto in Olanda). Per gli ultimi due Gran Premi trova nuovamente un volante con la Surtees.
L'ultima sua apparizione sarà nel 1978 nel Gran Premio di casa al volante di una ATS, ma non si qualificherà.

## Risultati in F1
| 1976 | Scuderia    | Vettura    |  |  |  |  |  |  |  |  |  |  |     |  |  |  |  |     |  | Punti | Pos. |
| ---- | ----------- | ---------- |  |  |  |  |  |  |  |  |  |  | --- |  |  |  |  | --- |  | ----- | ---- |
| 1976 | Ensign Wolf | MN176 P308 |  |  |  |  |  |  |  |  |  |  | Rit |  |  |  |  | Rit |  | 0     |      |

| 1977 | Scuderia       | Vettura  |     |     |    |    |   |     |  |  |  |  |  |    |   |    |    |     |     | Punti | Pos. |
| ---- | -------------- | -------- | --- | --- | -- | -- | - | --- |  |  |  |  |  | -- | - | -- | -- | --- | --- | ----- | ---- |
| 1977 | Surtees Penske | TS19 PC4 | Rit | Rit | 11 | 11 | 9 | Rit |  |  |  |  |  | 12 | 8 | NQ | 11 | Rit | Rit | 0     |      |

| 1978 | Scuderia | Vettura |  |  |  |  |  |  |  |  |  |  |  |    |  |  |  |  |  | Punti | Pos. |
| ---- | -------- | ------- |  |  |  |  |  |  |  |  |  |  |  | -- |  |  |  |  |  | ----- | ---- |
| 1978 | ATS      | HS1     |  |  |  |  |  |  |  |  |  |  |  | NQ |  |  |  |  |  | 0     |      |

| Legenda | 1º posto     | 2º posto | 3º posto    | A punti         | Senza punti/Non class.  | Grassetto – Pole position Corsivo – Giro più veloce |
| Legenda | Squalificato | Ritirato | Non partito | Non qualificato | Solo prove/Terzo pilota | Grassetto – Pole position Corsivo – Giro più veloce |